# Заруба Ігор Іванович
Ігор Іванович Заруба (6 березня 1921 , Київ  — 3 квітня 2017 , Київ ) — український науковець у області електрофізичних проблем дугового зварювання і зварювальних джерел живлення, провідний науковий співробітник Інституту електрозварювання ім. Є. О. Патона НАН України, доктор технічних наук (1977), професор (1993). Лауреат Державної премії СРСР (1991).

## Біографія
У 1945 році закінчив Київський політехнічний інститут, де отримав кваліфікацію інженера-електрика за фахом «Електрообладнання промислових підприємств». З 1946 року його трудова і наукова діяльність пов'язана з ІЕЗ ім. Є. О. Патона, де він пройшов шлях від аспіранта до завідувача наукового відділу.
Виконав ряд наукових досліджень з вивчення умов стійкості зварювальних дуг і систем «джерело живлення - зварювальна дуга», особливостей масопереносу в низькотемпературній плазмі дугового розряду і управління ним. Розробив теоретичні основи процесу і є одним з творців способу механізованого зварювання в вуглекислому газі з короткими замиканнями дугового проміжку тонкої електродної дротом (діаметром до 2 мм) від джерел живлення постійного струму з жорсткими зовнішніми характеристиками, які широко використовуються в сучасній зварювальної техніки. Саме цього процесу була присвячена кандидатська дисертація, захист якої відбувся 1954 року. За безпосередньої участі Заруби були створені нові типи джерел живлення зварювальної дуги, розроблені методи випробувань і оцінки їх зварювальних властивостей. Ці роботи є істотним внеском у розвиток зварювальної науки і техніки. Розроблені за його провідної участі зварювальні верстати-автомати для виготовлення виробів з тонколистової сталі знайшли широке застосування в промисловості.
Протягом більше восьми років (1954—1962) Заруба працював вченим секретарем Інституту електрозварювання ім. Є. О. Патона. За його участі 1959 року була організована перша кваліфікаційна вчена рада інституту, членом і вченим секретарем якої він був до 1962 року. З цього ж року завідував лабораторією джерел живлення при одному з відділів, яка згодом перетворилася в структурну лабораторію електромагнітних процесів, а 1981 року — у відділ електромагнітних процесів.
Підрозділи, які Заруба очолював протягом 25 років, виконали багато наукових розробок і забезпечили їх впровадження у виробництво. У цей час були створені нові типи джерел живлення для дугових і електрошлакових процесів, серед яких багатопостові системи харчування для зварювання в вуглекислому газі, установки для імпульсно-дугового зварювання з керованим переносом металу, пристрої для стабілізації горіння дуги змінного струму, перші джерела для зварювання в космосі та ін. у докторській дисертації Заруби (1976) визначено нові напрямки у зварювальній науці і техніці та узагальнені результати його дослідницької роботи цього періоду.
У 1977 році узяв участь в організації при ІЕЗ ім. Є. О. Патона Національного комітету зі зварювання і увійшов до його складу як керівник однієї з комісій, обирався членом ради Міжнародного інституту зварювання.
У 1993 році організував лабораторію сертифікації зварювального устаткування при відділі джерел живлення, акредитовану Державним комітетом України по стандартизації, метрології та сертифікації, керівником якої був протягом десяти років. Проводив активну дослідницьку роботу в напрямку підвищення технологічної ефективності зварювальних джерел живлення постійного і змінного струму.
Автор кількох монографій та понад 300 наукових праць і винаходів з теоретичних основ, обладнання та способам дугового зварювання.

## Відзнаки та нагороди
- Державна премія СРСР в галузі науки і техніки за створення нової технології зварювання.
- Має державні нагороди, а також багато грамот і медалей за участь в виставках зварювального обладнання, в конкурсах по економії енергії та інших заходах.
- У 2006 р був відзначений як переможець конкурсу «Лідер паливно-енергетичного комплексу України».
- У 2008 році указом Президента України йому була призначена державна стипендія як видатному діячеві науки[1].

## Основні опубліковані праці
Книги:
- Сварка в углекислом газе, Гостехиздат «Техника», Киев (издания 1953г., 1960г., 1966г.), соавторы Б. С. Касаткин, Н. И. Каховский, А. Г. Потапьевский. (рос.)
- Сварочные источники питания с импульсной стабилизацией горения дуги, изд-во «Экотехнология», Киев, 2007, соавторы: Б. Е. Патон, В. В. Дыменко. (рос.)

Статті:(рос.)
- Электрический взрыв как причина разбрызгивания металла, «Автоматическая сварка», № 3, 1970. (рос.)
- Об устойчивости перемычки между плавящимся электродом и ванной, «Сварочное производство», № 10, 1974. (рос.)